# Xã Jefferson, Quận Madison, Iowa
Xã Jefferson (tiếng Anh: Jefferson Township) là một xã thuộc quận Madison, tiểu bang Iowa, Hoa Kỳ. Năm 2010, dân số của xã này là 524 người.